# Münchhausen (Film)
Münchhausen ist ein deutscher Film des Regisseurs Josef von Báky aus dem Jahre 1943, der dem Genre des phantastischen Films zugerechnet werden kann. Die Hauptrolle in diesem dritten abendfüllenden deutschen Farbfilm ist mit Hans Albers besetzt; das Drehbuch stammt von Erich Kästner.

## Handlung
Der Film erzählt die Lebensgeschichte des Lügenbarons Hieronymus von Münchhausen, teilweise basierend auf der literarischen Vorlage der bekannten Lügengeschichten von Gottfried August Bürger. Die Handlung beginnt für den Zuschauer scheinbar in der Vergangenheit, auf einem Fest in Rokoko-Kostümen auf Schloss Bodenwerder, bis plötzlich ein elektrischer Lichtschalter und aktuelle PKW-Modelle verraten, dass die Geschichte als Rahmenhandlung aus der Gegenwart heraus erzählt wird. Als der Baron von einer jungen Frau eindeutig bedrängt wird, bittet er sie, am nächsten Tag mit ihrem Verlobten zum Tee zu erscheinen, und erzählt beiden dann im Beisein seiner deutlich älteren Frau die „wahre Geschichte“ seines vermeintlichen Vorfahren, des berühmten Lügenbarons. Der Film geht nun zurück in das 18. Jahrhundert, wo der Baron in Begleitung seines Dieners Christian im Auftrag des Prinzen von Braunschweig an den russischen Hof Katharinas der Großen geht und dort in Intrigen und ein Liebesabenteuer mit der Zarin verstrickt wird.
Der Baron warnt den Zauberer Cagliostro vor einer drohenden Verhaftung und erhält dafür von diesem die ewige Jugend versprochen. Münchhausen wird danach von der Zarin als Regimentskommandeur in den Krieg gegen die Türken zur Belagerung von Otschakow geschickt. Er nimmt einen wunderlichen Schnellläufer in seine Dienste auf. Auf einer Kanonenkugel fliegt Münchhausen unfreiwillig in die Festung und wird von den Türken gefangen genommen; in Konstantinopel trifft er, nunmehr persönlicher Knecht des Sultans, seine beiden Diener Christian und den Läufer wieder. Mit ihrer Hilfe gewinnt er gegen den Sultan die Wette, binnen einer Stunde eine Flasche Tokajer vom Hofe Maria Theresias in Wien holen zu lassen.
Münchhausen erhält daraufhin seine Freiheit wieder, darf aber nicht, wie vom Sultan versprochen, die schöne italienische Prinzessin Isabella d’Este mitnehmen, die er daraufhin mit Hilfe eines von Cagliostro erhaltenen magischen Unsichtbarkeits-Ringes aus dem Harem befreit. Er gelangt mit ihr und seinem Diener mit dem Schiff nach Venedig, wo er den alternden Casanova trifft. Mit der Familie d’Este, die Isabella mit einem älteren Mann verheiraten will, gerät er in Konflikt. Bei einem Duell mit dem Bruder der Prinzessin demütigt er diesen, indem er dessen Kleidung mit seinem Degen völlig zerfetzt. Münchhausen und Christian fliehen anschließend mit einem Heißluftballon, der sie bis auf den Mond bringt. In einer surrealistischen Landschaft begegnen sie dort dem Mondmann und seiner Frau sowie weiteren Pflanzenmenschen, die ihren Kopf vom Körper lösen können. Ein Tag auf dem Mond hat allerdings die Länge eines Jahres auf der Erde, wodurch sein Diener Christian rasch altert und alsbald stirbt. Der ewig jugendliche Baron kehrt jedoch auf die Erde zurück.
Die Handlung springt wieder 200 Jahre vor in die Gegenwart. Münchhausen gibt dem jungen Paar zu erkennen, dass er keineswegs bloß Nachfahr des berühmten Lügenbarons, sondern selbst der Protagonist der erzählten Lebensgeschichte ist. Die jungen Leute sind schockiert und verabschieden sich auf der Stelle. Der Baron aber, der ewigen Jugend satt, gibt diese freiwillig zurück und altert schlagartig. Seinem Wunsch gemäß kann er nun zusammen mit seiner Frau sein Alter genießen.

## Hintergrund und Besonderheiten
Der mit großem Aufwand, Starbesetzung und in der noch neuen Agfacolor-Technik produzierte Farbfilm wurde von dem Reichspropagandaminister Joseph Goebbels selbst aus Anlass des 25-jährigen Bestehens der Ufa-Filmstudios in Auftrag gegeben. Die Dreharbeiten begannen am 13. April 1942 mit Atelier- und Geländeaufnahmen in den Babelsberger Studios in Potsdam. Nach einer Unterbrechung für die Außenaufnahmen in Venedig von Anfang bis Mitte September 1942 filmte man weitere Szenen im Atelier. Der letzte Drehtag war am 16. Dezember 1942. Die Produktionskosten betrugen rund 6,6 Millionen Reichsmark (ursprünglich waren als Budget 4,57 Millionen Reichsmark (RM) eingeplant). Der Film war damit einer der teuersten Filme des Dritten Reiches. Nach einem Monat hatte er allerdings erst 119.000 RM eingespielt.

„Zum Jubiläum und mitten im Weltkrieg sollte dem Ausland wie den Deutschen ein glanzvoller, abenteuerlicher […] Film präsentiert werden, der weder von den politischen Verhältnissen im Reich noch von den Schrecken des Krieges etwas ahnen ließ, und umso überzeugender die technische und künstlerische Leistungsfähigkeit Nazi-Deutschlands unter Beweis stellen sollte.“

Verfasser des Drehbuchs des von Eberhard Schmidt produzierten Films war der Schriftsteller Erich Kästner. Kästner – obwohl eigentlich mit Berufsverbot belegt – schrieb das Drehbuch im Auftrag des Reichsfilmintendanten Fritz Hippler und mit einer Sondergenehmigung von Joseph Goebbels. Beide waren der Ansicht, Kästner sei ungeachtet seiner Verfemung durch das Regime der geeignetste Autor. Er schrieb das Drehbuch unter dem Pseudonym „Berthold Bürger“. Dieser Name fand im Vorspann allerdings keine Erwähnung. Noch vor der Uraufführung des Films erging die ausdrückliche Anweisung an die Journalisten: „Der Schriftsteller Erich Kästner oder sein Pseudonym Berthold Bürger sind in der Presse nicht zu erwähnen.“ Aufgrund seiner Funktion als Unterhaltungsfilm finden sich keine propagandistischen Andeutungen. Es sind im Gegenteil in den Dialogen sogar liberale und tolerante Äußerungen zu finden, die allerdings zunächst herausgeschnitten wurden. Sogar potentiell subversive Äußerungen sind zu hören, wenn z. B. Münchhausen zu seinem Diener im Hinblick auf eine defekte Uhr sagt „Die Zeit ist kaputt“ oder Casanova zur Prinzessin „Seien Sie trotzdem vorsichtig. Die Staatsinquisition hat zehntausend Augen und Arme; und sie hat die Macht, Recht und Unrecht zu tun – ganz wie es ihr beliebt …“.
Es findet sich keine negative Darstellung Russlands, mit dem sich das Dritte Reich damals im Krieg befand. Historisch korrekt ist allerdings, dass das Land während der im Film geschilderten Epoche von einer gebürtigen Deutschen regiert wird, nämlich von Katharina der Großen.
Zugleich sind in der Person des Grafen Cagliostro, der im Gegensatz zum idealistischen und abenteuerlustig-urwüchsigen Münchhausen die Prinzipien von Macht und Gerissenheit verkörpert und sich allerlei Schliche zur Durchsetzung seiner Pläne bedient, unterschwellig antisemitische Stereotype erkennbar; dies umso mehr, als die Rolle des Grafen mit Ferdinand Marian besetzt wurde, dessen Verkörperung des Jud Süß in Veit Harlans gleichnamigem Hetzfilm dem deutschen Publikum noch in frischer Erinnerung war und entsprechende Assoziationen auch im Film Münchhausen zu wecken geeignet war.
Überraschend für die Entstehungszeit und -umstände sind, zumindest im Vergleich mit Hollywood, wo damals der rigide Hays Code herrschte, zahlreiche sexuelle Anspielungen und mehrere Szenen, die Frauen mit nacktem Oberkörper zeigen. Dies war jedoch in deutschen Filmen der damaligen Zeit nicht ungewöhnlich; z. B. findet sich auch im Film Der Postmeister (1940) eine Einstellung mit einer barbusigen Frau.
Ferner sind die zahlreichen, gemessen an den damaligen technischen Möglichkeiten, spektakulären Spezialeffekte erwähnenswert, für die Konstantin Irmen-Tschet verantwortlich zeichnete. Der Film gilt als einer der Höhepunkte des Schaffens von Hans Albers, der die Hauptrolle spielte. Münchhausen wird gelegentlich mit den wenige Jahre zuvor entstandenen amerikanisch/britischen Fantasy-Filmen Der Zauberer von Oz (1939) und Der Dieb von Bagdad (1940) verglichen, mit denen er offenbar rivalisieren sollte. Die üppigen Filmbauten stammen von Emil Hasler und Otto Gülstorff, die umfangreichen und vielfältigen Kostüme von Manon Hahn.
Neben Hans Albers, der eine Gage von 360.000 Reichsmark bekam, wurde eine Auswahl von Star-Schauspielern aufgeboten, bei denen man allerdings gewisse „Eigenheiten“ tolerieren musste. Leo Slezak hatte eine jüdische Ehefrau, Hubert von Meyerinck und Wilhelm Bendow waren bekannt für ihre Homosexualität, und Brigitte Horney war eng mit dem kurz zuvor in den Selbstmord getriebenen Schauspieler Joachim Gottschalk befreundet. Weiters hatte der Film die Freiheit, schwarze Deutsche, welche sonst aus der Gesellschaft größtenteils ausgeschlossen waren, in Statistenrollen als orientalistisch dargestellte Untertanen zu besetzen. Neben Marie Nejar und Theodor Wonja Michael traten eine Reihe weiterer schwarzer Schauspieler auf, wobei jedoch eine Rolle von einem weißen Schauspieler gespielt wurde, welcher eine komödiantische Pointe mit seiner schwarzen Schminke hat.
Der Film wurde am 3. März 1943 anlässlich der Feier zum 25-jährigen Bestehen der Ufa uraufgeführt, die als „Betriebsappell“ im Berliner Ufa-Palast am Zoo stattfand. Zunächst hielt sich das Publikumsinteresse in Grenzen. Bis Ende 1944 hatte der Film jedoch 18,7 Millionen Zuschauer erreicht und war damit einer der erfolgreichsten Kinofilme der Zeit des Nationalsozialismus.
Nach einem ersten Rekonstruktionsversuch 1978 konnte erst nach der Wende mit Hilfe osteuropäischer Archive ein verschollen geglaubter Teil des Films aufgefunden werden. Diese längere Fassung wurde am 1. April 1991 im ZDF ausgestrahlt (Redaktion Jürgen Labenski). Die Ansage dazu übernahm Ilse Werner, die auch im Film mitspielt. Somit wurde der Film seiner Originalfassung weiter angenähert, jedoch fehlten weiterhin ca. 15 Minuten, die mit der ersten Kürzung im Juni 1943 verloren gegangen sein mussten (Originale Länge des Films: 3662 Meter, längste bekannte Fassung nach Kürzung ca. Juni 1943, entspricht der Fassung von 1991: 3225 Meter).
Während der Recherchen anlässlich der Restaurierung des Agfacolor-Films wurde 2016 eine 35-mm-Kopie der verschollen geglaubten Premierenfassung im Gosfilmofond of Russia entdeckt. Sie enthält die bislang nur von Standfotos bekannte Szene am Braunschweiger Hoftheater. Diese Fassung, die inzwischen den von früheren Filmen bekannten Falschfarbton Magenta aufweist (allgemeiner bekannt als Rotstich), ist offensichtlich die Premierenfassung, ist 3590 Meter lang und wurde 2017 aufwändig restauriert. Seit 29. März 2019 ist sie – gemeinsam mit den anderen Fassungen – im Handel. Ihre Laufzeit beträgt 131 Minuten.

## Kritik
„Der anläßlich des 25 jährigen Firmenjubiläums der UFA entstandene, verschwenderisch gestaltete, tricktechnisch brillante, farbfreudige und hübsch ironische Film basiert auf einem Drehbuch, das Erich Kästner als politisch Verfemter unter Pseudonym ablieferte. Kästner verband die einzelnen Episoden durch eine Lebensphilosophie, die das einfache Erleben des Abenteuers zu einer Weltanschauung erhebt. Dominierend bleibt aber die Phantastik der Geschichte selbst. Eine famose Schmunzelkomödie.“

„Ein prachtvoller Ausstattungsfilm, der mit seinem immensen Aufwand protzt und das damals neue Agfacolor-Farbverfahren schwelgerisch auskostet.“

Im Berliner Tagesspiegel vom 26. Juni 1978 war bei der Wiederaufführung des Films im neuen Farbgewand zu lesen: „Gerade an Frechheiten, ja eigentlich schon Provokationen hat es im Kästnerschen Text nicht gefehlt, wobei man bedenken muß, daß in unsicheren Zeiten schon die kleinste Anspielung auf Mißstände, die gewiß gefahrvoll war, auch richtig verstanden wurde. So wenn Münchhausen dem Hochstapler Cagliostro gegenüber bemerkt, daß jener herrschen, er hingegen leben wolle, daß er alles zum Leben brauche, jener jedoch seine Macht mißbrauche. Oder wenn von der Allmacht der Staatsinquisition die Rede ist. All dies hörte man damals gewiß mit anderen Ohren als heute … Der Film hat vor allem den Vorzug zweier Eigenschaften, die in jenen Jahren nicht sonderlich geschätzt waren: Charme und Ironie. Und damit ist er mitsamt seiner ganzen Phantastik letztlich ein Film gegen die Zeit.“

## Auszeichnungen
Der Film wurde von der Filmprüfstelle mit den Prädikaten „Künstlerisch besonders wertvoll“ und „volkstümlich wertvoll“ ausgezeichnet.
Im November 2013 verlieh die Deutsche Film- und Medienbewertung (FBW) in Wiesbaden dem Film das Prädikat „besonders wertvoll“.

## Heimkino- und weitere Veröffentlichungen
Erste Heimkino-Veröffentlichungen, lange vor VHS und DVD, gaben Revue Film (im Vertrieb von Foto-Quelle; ca. 120 m s/w Tonfilm, Ausschnittfassung ca. 17 Min.), Piccolo Film in München (2 × ca. 110 m color Tonfilm, Schnittfassung ca. 35 Min.) und UFA (4 × ca. 110 m Color Tonfilm, Schnittfassung ca. 70 Min.) im Format Super 8 mit Magnetton, heraus; letztere aus dem Jahr 1980 zählt zu den Raritäten für Sammler von Super-8-Spielfilmen und erzielt auf einschlägigen Internetauktionen oder auf diversen Filmsammlerbörsen vergleichsweise hohe Preise.
Warner Home Video gab den Film am 2. Dezember 2005 auf DVD heraus. Am 15. November 2013 wurde er von der Murnau-Stiftung innerhalb ihrer Transit Classic – Deluxe Edition in einer Digital-remastered-Version auf DVD herausgegeben, Spielfilmdauer jeweils 110 Minuten. Eine neue Edition der Murnau-Stiftung mit drei DVDs von 2017 enthält die Premierenfassung, Spielfilmdauer etwa 126 Minuten, die Verleihfassung und die Exportfassung mit einer Länge von jeweils etwa 112 Minuten.